# سانست توماس
سانست توماس (انگلیسی: Sunset Thomas؛ زاده ۱۹ فوریهٔ ۱۹۷۲) یک بازیگر پورنوگرافی اهل ایالات متحده آمریکا است.